# Oragua schmidti
Oragua schmidti är en insektsart som beskrevs av Young 1977. Oragua schmidti ingår i släktet Oragua och familjen dvärgstritar. Inga underarter finns listade i Catalogue of Life.